# 颱風娜基莉 (2019年)
颱風娜基莉（英語：Typhoon Nakri，國際編號：1924，聯合颱風警報中心：WP252019，菲律賓大氣地球物理和天文管理局：Quiel）是2019年太平洋颱風季第24個被命名的風暴。「娜基莉」一名由柬埔寨所提供，即夜香木。

## 發展過程
11月3日上午11時30分，一個熱帶擾動在南海中部生成，美國海軍研究實驗室給予擾動編號90W。晚間10時45分，聯合颱風警報中心將其評級提升為「中」。
11月4日上午11時30分，聯合颱風警報中心對其發布熱帶氣旋形成警報。下午1時，聯合颱風警報中心將其評級提升為「高」。晚間8時，日本氣象廳將其升格為熱帶低氣壓，並對其發佈烈風警報。同時台灣中央氣象局將其升格為熱帶低氣壓，給予編號30，並對其發布路徑預測。下午2時，香港天文台將其升格為熱帶低氣壓。
11月5日下午8時，日本氣象廳將其升格為熱帶風暴，給予國際編號1924，並命名「娜基莉」。同時，台灣中央氣象局將其升格為輕度颱風。隨後，中國國家氣象中心亦將其升格為熱帶風暴。
11月6日上午5時，聯合颱風警報中心將其升格為熱帶性低氣壓，給予熱帶氣旋編號25W。下午5時，聯合颱風警報中心將其升格為熱帶風暴。
11月7日上午8時，日本氣象廳將其升格為強烈熱帶風暴。
11月8日下午2時，日本氣象廳將其升格為颱風。
11月10日晚間11時，娜基莉於越南富安省與慶和省交界處沿海登陸。
11月11日上午5時，聯合颱風警報中心對其發布最後警告。上午8時，日本氣象廳將其降為熱帶低氣壓。
11月12日上午2時，日本氣象廳認為其已消散。

## 影響

### 中國大陸
當地發佈之最高熱帶氣旋警告信號： 颱風藍色預警信號
在11月6日上午6時發布颱風藍色預警信號。

#### 海南
當地發佈之最高熱帶氣旋警告信號： 颱風藍色預警信號

## 熱帶氣旋警告使用記錄

### 中國大陸
| 国家气象中心 颱風預警信號 | 国家气象中心 颱風預警信號 | 国家气象中心 颱風預警信號 |
| ------------------------- | ------------------------- | ------------------------- |
| 上一熱帶氣旋              | 颱風藍色預警信號          | 下一熱帶氣旋              |
| 強烈熱帶風暴麥德姆        | 颱風藍色預警信號          | 颱風海鷗                  |

## 外部連結
| 太平洋颱風季             |
| 主題頁 - 專題 - 編輯指南 |

- （日語）日本氣象廳首頁 （页面存档备份，存于）
- （英文）聯合颱風警報中心首頁 （页面存档备份，存于）
- （简体中文）中央氣象台首頁
- （繁體中文）中央氣象局首頁 （页面存档备份，存于）
- （繁體中文）香港天文台首頁 （页面存档备份，存于）
- （繁體中文）澳門地球物理暨氣象局首頁 （页面存档备份，存于）
- （英文）菲律賓大氣地球物理和天文管理局 惡劣天氣公告
- （泰文）泰國氣象局首頁 （页面存档备份，存于）